# Quận Pitt, North Carolina
Quận Pitt là một quận nằm ở tiểu bang Bắc Carolina. Dân số năm 2000 là 133.798 người, năm 2008, dân số khoảng 169.819 người. Quận lỵ đóng ở Greenville.

## Địa lý
Theo Cục điều tra dân số Hoa Kỳ, quận có tổng diện tích 655 dặm Anh vuông (1.696 km²), trong đó, 652 dặm Anh vuông (1.688 km²) là diện tích đất và 3 dặm Anh vuông (8 km²) trong tổng diện tích (0,49%) là diện tích mặt nước.

### Các thị trấn
Quận được chia thành 17 xã: Arthur, Ayden, Belvoir, Bethel, Black Jack, Carolina(Stokes), Chicod, Falkland, Farmville, Fountain, Greenville, Grifton, Grimesland, Pactolus, Simpson, Swift Creek, và Winterville.

### Các quận giáp ranh
- Quận Martin, Bắc Carolina - Đông bắc
- Quận Beaufort, Bắc Carolina - Đông
- Quận Craven, Bắc Carolina - Nam-Đông nam
- Quận Lenoir, Bắc Carolina - Nam-Tây nam
- Quận Greene, Bắc Carolina - Tây nam
- Quận Wilson, Bắc Carolina - Tây
- Quận Edgecombe, Bắc Carolina - Tây bắc

## Thông tin nhân khẩu
Theo cuộc điều tra dân số2 tiến hành năm 2000, quận này có dân số 133.798 người, 52.539 hộ, và 32.258 gia đình sinh sống trong quận này. Mật độ dân số là 205 người trên mỗi dặm Anh vuông (79/km²). Đã có 58.408 đơn vị nhà ở với một mật độ bình quân là 90 trên mỗi dặm Anh vuông (35/km²). Cơ cấu chủng tộc của dân cư sinh sống tại quận này gồm 62,08% người da trắng, 33,65% người da đen hoặc người Mỹ gốc Phi, 0,27% người thổ dân châu Mỹ, 1,08% người gốc châu Á, 0,04% người các đảo Thái Bình Dương, 1,80% từ các chủng tộc khác, và 1,09% từ hai hay nhiều chủng tộc. 3,15% dân số là người Hispanic hoặc người Latin thuộc bất cứ chủng tộc nào.
Có 52.539 hộ trong đó có 29,90% có con cái dưới tuổi 18 sống chung với họ, 43,40% là những cặp kết hôn sinh sống với nhau, 14,40% có một chủ hộ là nữ không có chồng sống cùng, và 38,60% là không gia đình. 28,30% trong tất cả các hộ gồm các cá nhân và 7,30% có người sinh sống một mình và có độ tuổi 65 tuổi hay già hơn. Quy mô trung bình của hộ là 2,43 còn quy mô trung bình của gia đình là 3,02,
Phân bố độ tuổi của cư dân sinh sống trong huyện là 23,60% dưới độ tuổi 18, 17,50% từ 18 đến 24, 29,90% từ 25 đến 44, 19,40% từ 45 đến 64, và 9,60% người có độ tuổi 65 tuổi hay già hơn. Độ tuổi trung bình là 30 tuổi. Cứ mỗi 100 nữ giới thì có 90,20 nam giới. Cứ mỗi 100 nữ giới có độ tuổi 18 và lớn hơn thì, có 86,40 nam giới.
Thu nhập bình quân của một hộ ở quận này là $32.868, và thu nhập bình quân của một gia đình ở quận này là $43.971, Nam giới có thu nhập bình quân $31.962 so với mức thu nhập $25.290 đối với nữ giới. Thu nhập bình quân đầu người của quận là $18.243, Khoảng 13,50% gia đình và 20,30% dân số sống dưới ngưỡng nghèo, bao gồm 21,60% những người có độ tuổi 18 và 20,20% là những người 65 tuổi hoặc già hơn.